# کلانکیلتی
کلانَکیلتی (به انگلیسی: Clonakilty) (‎/ˈklɔːnæˌkɪltiː/‎) یک منطقهٔ مسکونی در جمهوری ایرلند است که در شهرستان کورک واقع شده‌است. کلانکیلتی ۳٫۴۳۳ کیلومتر مربع مساحت و ۴٬۵۹۲ نفر جمعیت دارد.

## خواهرخوانده
شهرهای والداشاف و شاتولن خواهرخوانده‌های کلانکیلتی هستند.